# Tahera Qutbuddin
Tahera Qutbuddin, née en 1964 à Bombay en Inde, est une spécialiste indienne de l'histoire de la littérature arabe médiévale et moderne. Professeure d'arabe à l'université de Chicago, elle est ensuite titulaire de la chaire Abdulaziz Saud Al-Babtain Laudian à l'université d'Oxford. Bénéficiaire d'une bourse Guggenheim pour ses travaux, elle reçoit en 2021 le prix du livre Cheikh Zayed. Elle est surtout connue pour ses études sur les enseignements de l'imam Ali, sur l'art oratoire arabe et sur l'usage de l'arabe en Inde, particulièrement dans la tradition des chiites Ismaéliens Dawoodi Bohra Tayyibi.

## Biographie

### Jeunesse et formation
Tahera Qutbuddin naît à Mumbai en 1964 dans une famille de Dawoodi Bohra. Son oncle Syedna Mohammed Burhanuddin est un des chefs de la communauté Bohra. Elle fréquente le lycée Villa Theresa et le collège pour femmes Sophia College, où elle termine en 1984 ses études secondaires,.
Tahera Qutbuddin apprend l'arabe auprès de son père Khuzaima Qutbuddin. Elle obtient une licence en 1988 et un magister tamhidi en 1990 à l'Université Ain Shams, au Caire, suivies en 1994 d'une maîtrise et en 1999 d'un doctorat de l'université Harvard, où son directeur de recherche est Wolfhart Heinrichs,.

### Recherches
À partir de 2002, Tahera Qutbuddin rejoint comme enseignante et chercheuse le Département des langues et civilisations du Proche-Orient à l'université de Chicago. Elle est nommée boursière Carnegie en 2008, et boursière Guggenheim en 2020.
Une de ses premières publications est une étude de la langue arabe en Inde, en particulier au sein des Dawoodi Bohras, et son influence sur les sermons en langue gujarati des Syedna Taher Fakhruddin.
Elle publie une monographie en 2005, Al-Muʾayyad al-Shirāzī et Fāṭimid Daʿwa Poetry. Un cas d’engagement dans la littérature arabe classique, qu'elle développe à partir de sa thèse de doctorat de 1999. Elle est jugée particulièrement importante du fait de son accès aux manuscrits privés de la Daʿwa ismaélienne tayyibi en Inde. Elle démontre qu’Al-Muʾayyad al-Shirāzī est un innovateur majeur dans le développement de la littérature engagée, c’est-à-dire une littérature produite par un auteur convaincu d’une idéologie particulière et qui cherche ensuite à persuader la société de sa vérité. Elle montre aussi que la poésie fatimide antérieure à al-Shirāzī est par son style comme par sa thématique similaire à celle des Abbassides, dont les principaux représentants sont des panégyristes, tandis que les œuvres d'al-Shirāzī sont entièrement consacrées à la promotion de la Da'wa. Elle montre également comment, après la mort d'al-Shirāzī, les traditions des Ismaéliens Tayyibi se déplacent au Yémen puis en Inde, où l'influence de sa poésie sur la communauté Dawoodi Bohra perdure encore au début du xxie siècle.
Tahera Qutbuddin publie en 2013 une édition des traductions du recueil de maximes d'Al-Qāḍī Al-Quḍāʿī', de sermons de l'imam Ali ibn Abi Talib et de la sélection par Al-Jāḥiẓ de proverbes attribués à Ali. Il est considéré comme un ouvrage définitif car il prend en compte toutes les éditions et tous les manuscrits disponibles, contrairement aux traductions précédentes de ces écrits importants de la littérature religieuse islamique. Cette publication est particulièrement saluée pour la qualité des traductions, qui transmettent à la fois le caractère percutant des expressions arabes concises et les variations dans leurs significations.
Un autre ouvrage notable de Tahera Qutbuddin, Arabic Oration – Art and Function, publié en 2019, retrace la littérature arabe depuis l'origine de ses traditions orales jusqu'à son influence sur les sermons modernes. Elle instaure un cadre comparatif entre l'art oratoire arabe et l'art oratoire grec, et elle définit comment l'art oratoire est le fondement de la formation de la politique et de la parole publique, et donc de la littérature. Elle travaille sur ce sujet pendant plus de dix ans, même si l’idée lui en était venue quand elle est encore étudiante au Caire. Elle explore le milieu culturel environnant l’Imam Ali et l’esthétique de ses sermons. Elle établit que la prédication publique sous forme de Khutba populaire jusqu'à nos jours, provient de l'art oratoire préislamique, avec des textes disponibles depuis des décennies avant la fondation de la nouvelle religion. Une grande partie de la littérature transmise oralement est perdue, mais plusieurs textes en arabe ont survécu. L'art oratoire dépend beaucoup de l'imagerie visuelle, mais surtout du rythme et d'une structure grammaticale similaire dans chaque propos, servant à renforcer le message dans l'esprit des auditeurs. Tahera Qutbuddin constate également que les femmes occupent des postes importants dans la société islamique primitive, mais qu'elles ne sont autorisées à parler en public qu'en période de troubles sévères. Un exemple en est la déclamation de la fille de l'Imam Ali, Zaynab, qui, après la défaite des descendants d'Ali à la bataille de Karbala, fustige le vainqueur, Yazid Ier, pour ses actions.
Tahera Qutbuddin travaille en 2021 sur une monographie sur Ali ibn Abi Talib, le quatrième calife de l'islam, intitulée ʿAli ibn Abi Talib : la vie, les enseignements et l'éloquence du sage de l'islam. Ali est considéré comme un guide pour la vie sur terre et au ciel par les sunnites et les chiites ; ses discours sont un modèle d'esthétique, avec un vocabulaire riche et recherché. Tahera Qutbuddin choisit de se concentrer sur les interactions entre les aspects politiques, religieux et littéraires de sa vie, dans le but de retracer sa biographie.
Depuis juillet 2023, Tahera Qutbuddin est titulaire de la chaire Al-Babtain Laudian à la Faculté des études asiatiques et moyen-orientales de l'université d'Oxford et professeure associée au St John's College.

## Œuvres principales
- (en) Tahera Qutbuddin, Al-Muʾayyad Al-Shīrāzī and Fatimid Daʿwa Poetry: A Case of Commitment in Classical Arabic Literature, Brill, 2005 (ISBN 9789004141032).
- (en) Al-Qāḍī Al-Quḍāʿī et Tahera Qutbuddin (éd. scientifique), A Treasury of Virtues: Sayings, Sermons and Teachings of ʿAlī with the One Hundred Proverbs attributed to Al-Jāḥiẓ, New York, NYU Press, 2013 (ISBN 9781479826551).
- (en) Al-Qāḍī l-Quḍāʿī et Tahera Qutbuddin (éd. scientifique et trad.), Lumière dans le Ciel: écrits du prophète Mahomet, New York, NYU Press, 2016 (ISBN 978-1479871469).
- (en) Tahera Qutbuddin, Arabic Oration: Art and Function, Brill, 2019 (ISBN 9789004395800).
- (en) Nahj al-Balāghah et Tahera Qutbuddin (éd. scientifique et trad.), La sagesse et l'éloquence de ʿAlī, Brill, 2014 (ISBN 978-90-04-68259-7).